# Urocystis alopecuri
Urocystis alopecuri är en svampart som beskrevs av A.B. Frank 1880. Urocystis alopecuri ingår i släktet Urocystis och familjen Urocystidaceae.   Inga underarter finns listade i Catalogue of Life.